# Aleph
是原始迦南字母表的第一个字母，后来演变为各种闪米特字母，包括腓尼基字母、叙利亚字母、希伯来字母‎（Aleph）以及阿拉伯字母‎。

Aleph在闪米特语言中表示“牛”，最初是源于埃及圣书体中牛头的象形字
| F1 |

| F1 |

| F1 |

希腊字母Α源于Aleph，不过不再表示闪米特语言中的声门塞音，而表示一个元音。后来又演变为拉丁字母A与西里尔字母А。
希伯来字母‎的Unicode编码为U+05D0.

## 數學
在集合论中则使用此符号表示阿列夫数，即无限集合的势。Unicode给作为数学符号的阿列夫符号一个单独的码位：U+2135。这是因为数学符号阿列夫最常用于从左到右书写系统，而希伯来语是从右到左书写。